# 时髦浩室

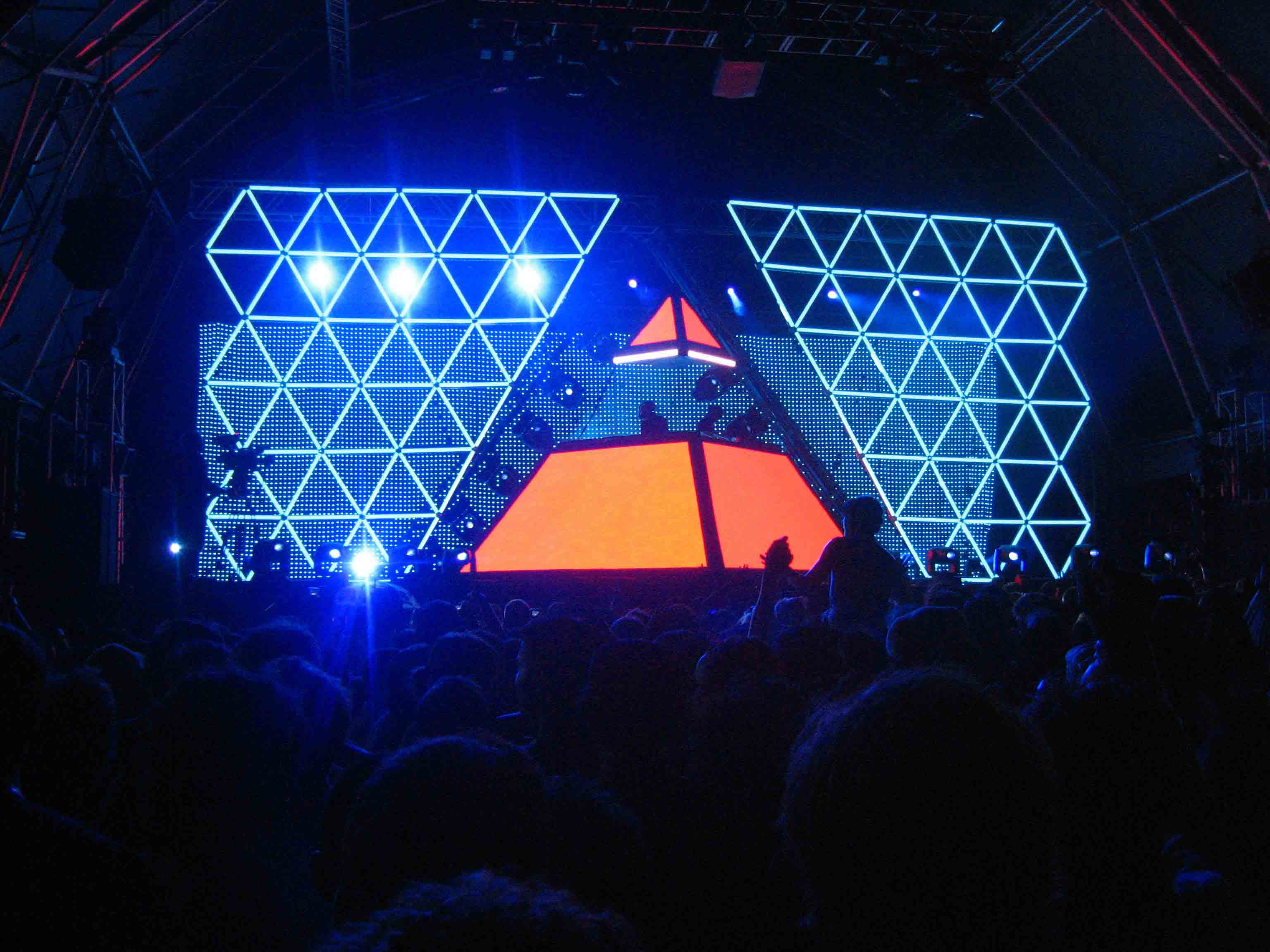
2006年7月15日，蠢朋克在巴塞罗那举办的音乐会

时髦浩室（英语：Funky house）是浩室音乐的一个子流派，它使用迪斯科和放克样本、受放克启发的贝斯线或强烈的灵魂乐影响，并从20世纪70年代和80年代的放克音乐唱片中的鼓点汲取灵感。它经常会加入迪斯科弦乐，但并非始终如一。放克浩室以其特定的声音而闻名，其特点是贝斯线、嗖嗖声、漩涡声和其他合成声音，赋予音乐欢快的节奏。总的来说，它影响了其他几个子流派的发展，如科技浩室、新迪斯科以及英国放克音乐，它们借鉴了它的节奏元素和轻快的能量。

## 制作与音乐特点
时髦浩室音乐的灵感源自20世纪70至80年代放克和迪斯科的复杂节奏和深情氛围。其主要制作特色包括迪斯科弦乐、受放克启发的贝斯线、人声采样以及节奏和合成器效果。
这些特色的描述包括：华丽的管弦乐迪斯科弦乐，营造出充满活力和沉浸感的音效。深沉律动的贝斯线赋予了音乐深度，为每首曲目奠定了引人入胜的基础。该音乐类型通常会融入来自早期灵魂乐和迪斯科唱片的人声循环或采样，将熟悉的元素与新颖的元素融合在一起。放克浩室音乐的节拍通常约为每分钟128拍BPM，其特点是加入了诸如嗖嗖声、漩涡声和滤波器等合成效果，赋予音乐一种活泼、振奋的氛围，彰显其独特的能量。

## 历史

### 20世纪90年代
时髦浩室在20世纪90年代开始流行，如电子组合蠢朋克的通过《Around the World》和《One More Time》等歌曲推动了这种风格的普及。这些歌曲将重复的、充满律动的低音贝斯线与深情的、经过滤波的人声融合在一起，成为了该流派的标志性特征。蠢朋克乐队成员托马·班高尔特创立了Roulé厂牌，致力于将经典放克音乐与现代制作技术相融合，从而将放克浩室与其他浩室子流派区分开来。

### 21世纪00年代
该流派在21世纪初期和中期取得了巨大的成功。它的影响遍及全球音乐俱乐部场景，Defected Records、Ministry of Sound、Hed Kandi和Fierce Angel等知名唱片公司都发行了专门针对时髦浩室的合辑。著名的合辑系列包括 Defected的《In the House》和Hed Kandi的《Beach House》。Joey Negro (Dave Lee)、阿曼德·范赫尔登和DJ Sneak等音乐艺术家在塑造该流派的声音方面发挥了至关重要的作用，他们将 funk、soul 和 house 融合成充满活力、令人感觉良好的音乐，在世界范围内引起了共鸣。

### 21世纪10年代至今
2010年代初，随着人们对放克和迪斯科的兴趣日益浓厚，一股融合了放克和迪斯科样本的音乐新浪潮应运而生。然而，一些人认为，这种不断发展的声音结构偏离了传统的时髦浩室音乐特征，导致了一些人所说的“放克浩室”的出现。归根结底，这两个名称是可以互换的。虽然有些人认为这种发展是一种误解，但也有人认为，放克浩室的影响在现代深度浩室和科技浩室音乐的制作中显而易见。一些现代制作人通过混音经典曲目来延续这一传统，使其在当代俱乐部文化中保持其相关性。

## 对现代音乐的影响
时髦浩室的影响在各种现代浩室子流派中都可见一斑。其令人振奋的特质与当代深度浩室和科技浩室交织在一起，许多制作人融入了受放克影响的贝斯线和迪斯科风格的采样。虽然科技浩室通常不像时髦浩室那样以人声为中心，但它有时会使用类似于深情迪斯科采样的人声循环或片段。这些人声通常经过切碎和循环，与科技浩室的打击乐结构无缝融合，保持了该流派充满活力的氛围，并以强劲的节奏和舞池般的吸引力为主导。